# Association of Track and Field Statisticians
Association of Track and Field Statisticians (ATFS), ou Associação dos Estatísticos do Atletismo, é uma organização voluntária de indivíduos devotados à história e estatística do atletismo.
Fundada em 26 de Agosto de 1950, edita anualmente um anuário internacional de atletismo (International Athletics Annual, também conhecido por The ATFS Annual), que compreende as listagens das melhores marcas atléticas do ano anterior. A língua oficial da associação é o inglês. Não possui sede fixa, realizando as suas convenções bienais na cidade anfitriã dos Jogos Olímpicos e do Campeonato do Mundo de Atletismo.
A ATFS é governada por um comité executivo eleito a cada quatro anos, que inclui um presidente, um tesoureiro e um secretário-geral (estes três cargos são designados por oficiais), e oito outros membros vogais.

## Membros fundadores da ATFS
Presidente
Roberto Quercetani (Itália)
Secretário
Fulvio Regli (Suíça)
Comité
Norris McWhirter (Reino Unido)
Donald Potts (Estados Unidos)
Membros
Harold Abrahams (Reino Unido) - Presidente Honorário
Bruno Bonomelli (Itália)
André Greuze (Bélgica)
Erich Kamper (Áustria)
Ekkehard zur Megede (Alemanha)
André Senay (França)
Björn-Johan Weckman (Finlândia)
Wolfgang Wünsche (Alemanha)

## Lista de Oficiais da ATFS
| Ano  | Presidente                                                                  | Secretário                    | Tesoureiro                             |
| ---- | --------------------------------------------------------------------------- | ----------------------------- | -------------------------------------- |
| 1950 | Roberto Quercetani, Itália                                                  | Fulvio Regli, Suíça           | n/a                                    |
| 1952 | Roberto Quercetani, Itália                                                  | Fulvio Regli, Suíça           | Helmer Broman, Suécia, falecido 1954   |
| 1954 | Roberto Quercetani, Itália                                                  | Fulvio Regli, Suíça           | Stig Lennart Nilsson, Suécia           |
| 1956 | Roberto Quercetani, Itália                                                  | Norris McWhirter, Reino Unido | Stig Lennart Nilsson, Suécia           |
| 1958 | Roberto Quercetani, Itália                                                  | Norris McWhirter, Reino Unido | André Senay, França, falecido 1965     |
| 1966 | Roberto Quercetani, Itália                                                  | Norris McWhirter, Reino Unido | Alain Bouillé, França                  |
| 1968 | Rooney Magnusson, Suécia                                                    | Bob Phillips, Reino Unido     | Alain Bouillé, França                  |
| 1972 | Donald Potts, Estados Unidos                                                | Fritz Steinmetz, Alemanha     | Palle Lassen, Dinamarca                |
| 1976 | Bob Sparks, Reino Unido                                                     | Fritz Steinmetz, Alemanha     | Palle Lassen, Dinamarca                |
| 1980 | Bob Sparks, Reino Unido                                                     | Andrew Huxtable, Reino Unido  | Palle Lassen, Dinamarca                |
| 1989 | Bob Sparks, Reino Unido                                                     | David Martin, Reino Unido     | Palle Lassen, Dinamarca                |
| 1994 | Bob Sparks, Reino Unido                                                     | Scott Davis, Estados Unidos   | Palle Lassen, Dinamarca, falecido 1999 |
| 2000 | Bob Sparks, Reino Unido / Paul Jenes, Austrália desde 1 de setembro de 2000 | Scott Davis, Estados Unidos   | Rob Whittingham, Reino Unido           |